# Guonei Cheng
| Chinesische Bezeichnung   | Chinesische Bezeichnung |
| ------------------------- | ----------------------- |
| Traditionell:             | 國內城                  |
| Vereinfacht:              | 国内城                  |
| Pinyin:                   | Guónèi Chéng            |
| Wade-Giles:               | Kuo-nei Ch’êng          |
| Koreanische Bezeichnung   |                         |
| koreanisches Alphabet:    | 국내성                  |
| chinesische Zeichen:      | 國內城                  |
| Revidierte Romanisierung: | Guknae-seong            |
| McCune-Reischauer:        | Kungnae-sŏng            |

Guonei Cheng bzw. die Festung Kungnae ist eine archäologische Stätte des Reiches Koguryŏ (chin. Gaogouli) und befindet sich auf dem Gebiet der Stadt Ji’an 集安市 in der chinesischen Provinz Jilin. Sie liegt nahe der Stätte Wandu Shancheng, die ebenfalls der mittleren Koguryŏ-Zeit angehört. Sie stehen seit 1982 gemeinsam auf der Liste der Denkmäler der Volksrepublik China (2-52) und sind seit 2004 als Teil der UNESCO-Weltkulturerbe-Stätte „Hauptstädte und Grabmäler des antiken Königreichs Koguryo“ gelistet.
Die Festung Guonei war wie die Bergfestung Wandu Hauptstadt des Koguryŏ-Reiches, wahrscheinlich seine zweite, vom frühen ersten Jahrhundert bis ins Jahr 427, als die Hauptstadt nach Pjöngjang verlegt wurde. Sie blieb zweite Hauptstadt bis zum Untergang Koguryŏs im Jahr 668.
„Guonei“ („im Land“) ist nach Beckwith eine chinesische Übersetzung des Namens der Stadt in der Koguryŏ-Sprache, der in chinesischer Schrift auch phonetisch als „不耐“ wiedergegeben wird. Beckwith rekonstruiert den Koguryŏ-Namen als *Pɨyna.